# Clé Bennett
Clé Bennett (Toronto, 13 luglio 1981) è un attore canadese.

## Biografia
Nato a Toronto da genitori giamaicani e cresciuto nella città di Ajax, ha iniziato la sua carriera nel 1998 prendendo parte al film per la televisione canadese Mr. Music, avendo poi anche l'occasione di essere voice actor per serie animate, tra cui A tutto reality, e spot televisivi, anche per aziende come Coca-Cola e Ford. È stato co-protagonista nelle serie televisive La linea, Sensitive Skin, Shattered e, per la quarta stagione, Flashpoint. Nel 2010 ha vinto due Gemini Award, come miglior attore non protagonista in una miniserie per il ruolo in Guns e come miglior attore non protagonista in una serie drammatica per La linea. Nel 2014 ha interpretato R. Kelly in Aaliyah: The Princess of R&B, mentre nel 2015 ha avuto un ruolo ricorrente in Heroes Reborn.

## Filmografia

### Cinema
- Urban Legend, regia di Jamie Blanks (1998)
- Shudder – cortometraggio, regia di Brett Sullivan (1998)
- Bait - L'esca (Bait), regia di Antoine Fuqua (2000)
- Harvard Man, regia di James Toback (2001)
- Treed Murray, regia di William Phillips (2001)
- Riders - Amici per la morte, regia di Gérard Pirès (2002)
- Al ritmo del ballo (How She Move), regia di Ian Iqbal Rashid (2007)
- Animal 2, regia di Ryan Combs (2008)
- La versione di Barney (Barney's Version), regia di Richard J. Lewis (2009)
- Stag, regia di Brett Heard (2013)
- Anatomy of Assistance – cortometraggio, regia di Cory Bowles (2013)
- Borealis, regia di Sean Garrity (2015)
- Zoom, regia di Pedro Morelli (2015)
- Saw: Legacy (Jigsaw), regia di Michael e Peter Spierig (2017)

### Televisione
- Mr. Music – film TV, regia di Fred Gerber (1998)
- F/X (F/X: The Series) – serie TV, 1 episodio (1998)
- Naked City: A Killer Christmas – film TV, regia di Peter Bogdanovich (1998)
- Nightworld: Survivor – film TV, regia di David Straiton (1999)
- The Hoop Life – serie TV (1999)
- Twice in a Lifetime – serie TV, 1 episodio (1999)
- Nikita (La Femme Nikita) – serie TV, 1 episodio (2000)
- Il famoso Jett Jackson (The Famous Jett Jackson) – serie TV, 1 episodio (2000)
- Who Killed Atlanta's Children? – film TV, regia di Charles Robert Carner (2000)
- Hendrix – film TV, regia di Leon Ichaso (2000)
- Code Name: Eternity – serie TV, 2 episodi (2000)
- Livin' for Love: The Natalie Cole Story – film TV, regia di Robert Townsend (2000)
- Soul Food – serie TV, 2 episodi (2001-2002)
- Odyssey 5 – serie TV, 4 episodi (2002-2003)
- Street Time – serie TV, 1 episodio (2003)
- Playmakers – serie TV, 4 episodi (2003)
- Alla corte di Alice (This Is Wonderland) – serie TV, 1 episodio (2006)
- Doomstown – film TV, regia di Sudz Sutherland (2006)
- The Best Years – serie TV, 2 episodi (2007)
- 'Da Kink in My Hair – serie TV, 1 episodio (2008)
- Instant Star – serie TV, 9 episodi (2008)
- Soul – serie TV, 3 episodi (2009)
- Guns – miniserie TV, 2 puntate (2009)
- La linea (The Line) – serie TV, 15 episodi (2009)
- Cra$h & Burn – serie TV, 1 episodio (2009)
- La notte prima della notte di Natale (The Night Before the Night Before Christmas) – film TV, regia di James Orr (2006)
- The Dating Guy – serie TV, 2 episodi, voce (2009-2010)
- Lost Girl – serie TV, 5 episodi (2010)
- Shattered – serie TV, 13 episodi (2010-2011)
- Republic of Doyle – serie TV, 1 episodio (2011)
- The Listener – serie TV, 1 episodio (2011)
- La mia babysitter è un vampiro (My Babysitter's a Vampire) – serie TV, 1 episodio (2011)
- Breakout Kings – serie TV, 1 episodio (2011)
- Razzberry Jazzberry Jam – serie TV, 7 episodi, voce (2008-2011)
- BeyWheelz – serie TV, 2 episodi, voce (2012)
- A tutto reality - La vendetta dell'isola (Total Drama Revenge of the Island) – serie TV, 2 episodi, voce (2012)
- Flashpoint – serie TV, 15 episodi (2009-2012)
- Mother Up! – serie TV, 4 episodi (2013)
- Cracked – serie TV, 1 episodio (2013)
- Bar None – cortometraggio, regia dello stesso Clé Bennett (2013)
- Arrow – serie TV, 1 episodio (2013)
- A tutto reality - All-Stars (Total Drama All Stars) – serie TV, 14 episodi, voce (2013)
- I misteri di Murdoch (Murdoch Mysteries) – serie TV, episodio 7x10 (2014)
- Beauty and the Beast – serie TV, 2 episodi (2014)
- Parachute – cortometraggio, regia di Peter Stebbings (2014)
- A tutto reality (Total Drama) – serie TV, 84 episodi, voce (2007-2014)
- Rookie Blue – serie TV, 6 episodi (2013-2014)
- Sensitive Skin – serie TV, 4 episodi (2014)
- Aaliyah: The Princess of R&B – film TV, regia di Bradley Walsh (2014)
- Mr. D – serie TV, 1 episodio (2015)
- Heroes Reborn: Dark Matters – webserie (2015)
- Total Drama Presents: The Ridonculous Race – serie TV, 2 episodi, voce (2015)
- Heroes Reborn – serie TV, 13 episodi (2015)
- Private Eyes – serie TV (2016-2021)
- Homeland - Caccia alla spia (Homeland) – serie TV (2018)
- L'uomo nell'alto castello (The Man in the High Castle) - serie TV (2019)
- The Falcon and the Winter Soldier – serie TV (2021)

### Altro
- Deus Ex: Human Revolution – videogioco, voce (2011)
- Tom Clancy's Splinter Cell: Blacklist – videogioco, voce (2013)

## Doppiatori italiani
Nelle versioni in italiano delle opere in cui ha recitato, Clé Bennett è stato doppiato da:
- Riccardo Scarafoni in Heroes Reborn, The Tick
- Guido Di Naccio in Private Eyes, L'uomo nell'alto castello
- Roberto Draghetti in La versione di Barney
- Andrea Mete in Saw Legacy
- Ludovico Versino in Instant Star
- Dario Oppido in Shattered
- Edoardo Stoppacciaro in Flashpoint (ep. 2x09)
- Massimo Bitossi in Flashpoint (st. 4-5)
- Metello Mori in Designated Survivor
- Marco Giansante in The Falcon and the Winter Soldier

Da doppiatore è sostituito da:
- Roberto Draghetti in A tutto reality: L'Isola, A tutto reality: Azione!, A tutto reality: Il Tour, A tutto reality: La Vendetta dell'Isola, A tutto reality: All-Stars e A tutto reality: L'Isola di Pakitew (voce di Chef Hatchet)
- Simone Crisari in A tutto reality: L'Isola, A tutto reality: Azione!, A tutto reality: Il Tour e A tutto reality: La Vendetta dell'Isola (voce di Devon "DJ" Joseph)
- Gabriele Patriarca in A tutto reality: L'Isola di Pakitew e A tutto reality presenta: Missione Cosmo-Ridicola (voce di Leonard)
- Antonella Alessandro in A tutto reality: L'Isola di Pakitew (voce della madre di "DJ")
- Metello Mori in A tutto reality: L'Isola di Pakitew (voce di Beardo)